# Charles Christophe von Lieven
Le prince Charles Christophe von Lieven (historiquement en russe : Карл Андреевич Ливен, actuellement en letton : Kārlis Kristofers fon Līvens), né en 1767, décédé en 1844 est un militaire de l'Empire russe, homme politique de l'Empire russe, ministre de l'instruction publique du 25 avril 1828 au 18 mars 1833, commandant en chef du Régiment des Grenadiers de la Garde du 11 août 1798 au 1er novembre 1798.

## Biographie
Issu d'une famille noble germano-balte, fils du baron Henri Christophe von Lieven.
Charles Christophe von Lieven commença sa carrière comme aide de camp du prince Grigori Potemkine. Par la suite, il administra la garnison d'Arkhangelsk et termina sa carrière comme ministre de l'Instruction publique sous le règne de Nicolas Ier de Russie.